# محکومیت به مواجهه با حیوانات درنده

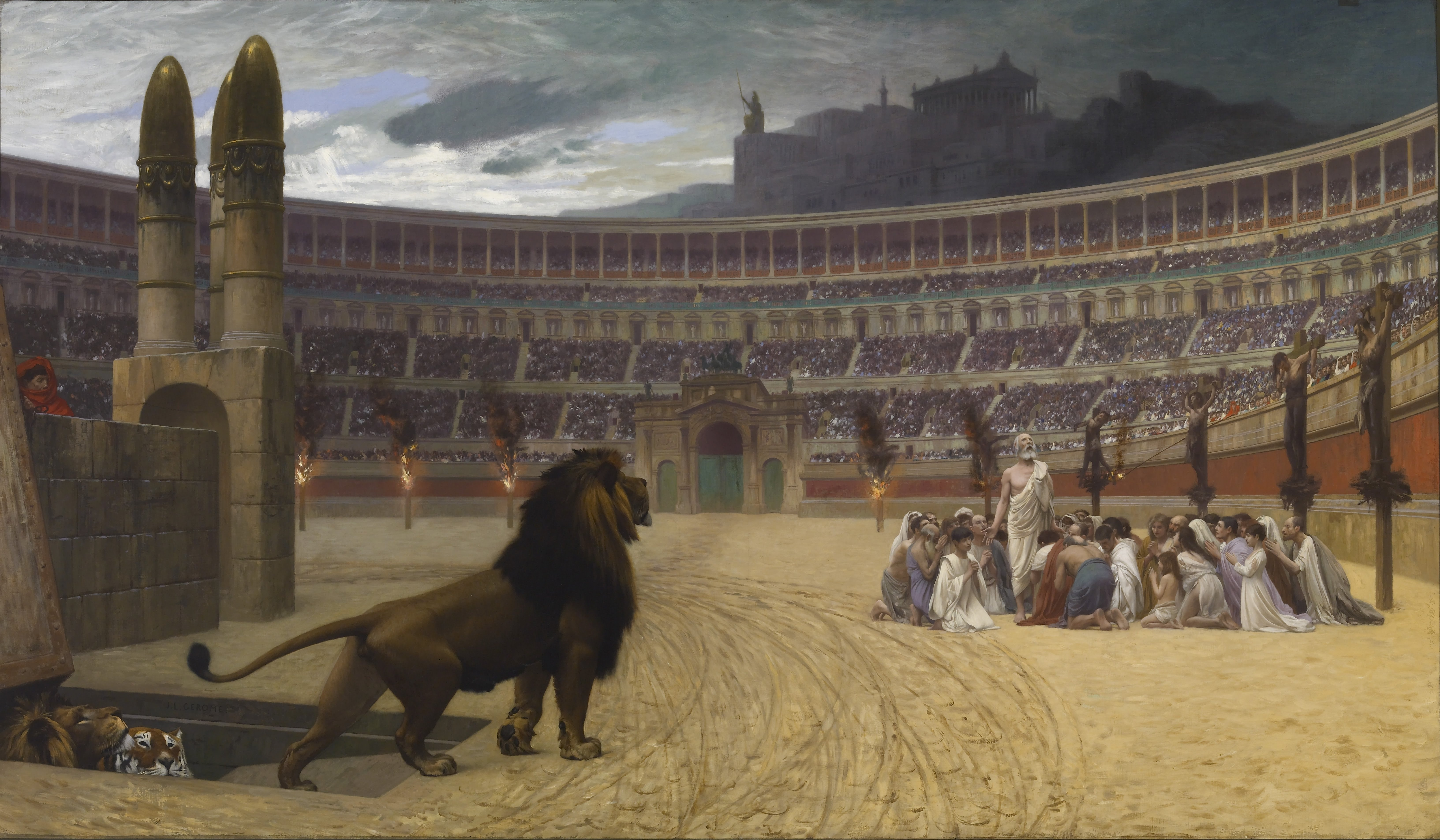
تابلوی آخرین دعای شهدای مسیحی، اثر ژان-لئون ژروم در مجموعهٔ موزه هنر والترز، مجازات گروهی از اهالی روم را نشان می‌دهد که به مسیحیت گرویده بودند. گروهی از مردان به صلیب بسته و زنده‌سوزی شدند و گروهی بزرگ‌تر از جمله زنان و کودکان محکوم به مواجهه با حیوانات درنده شدند.

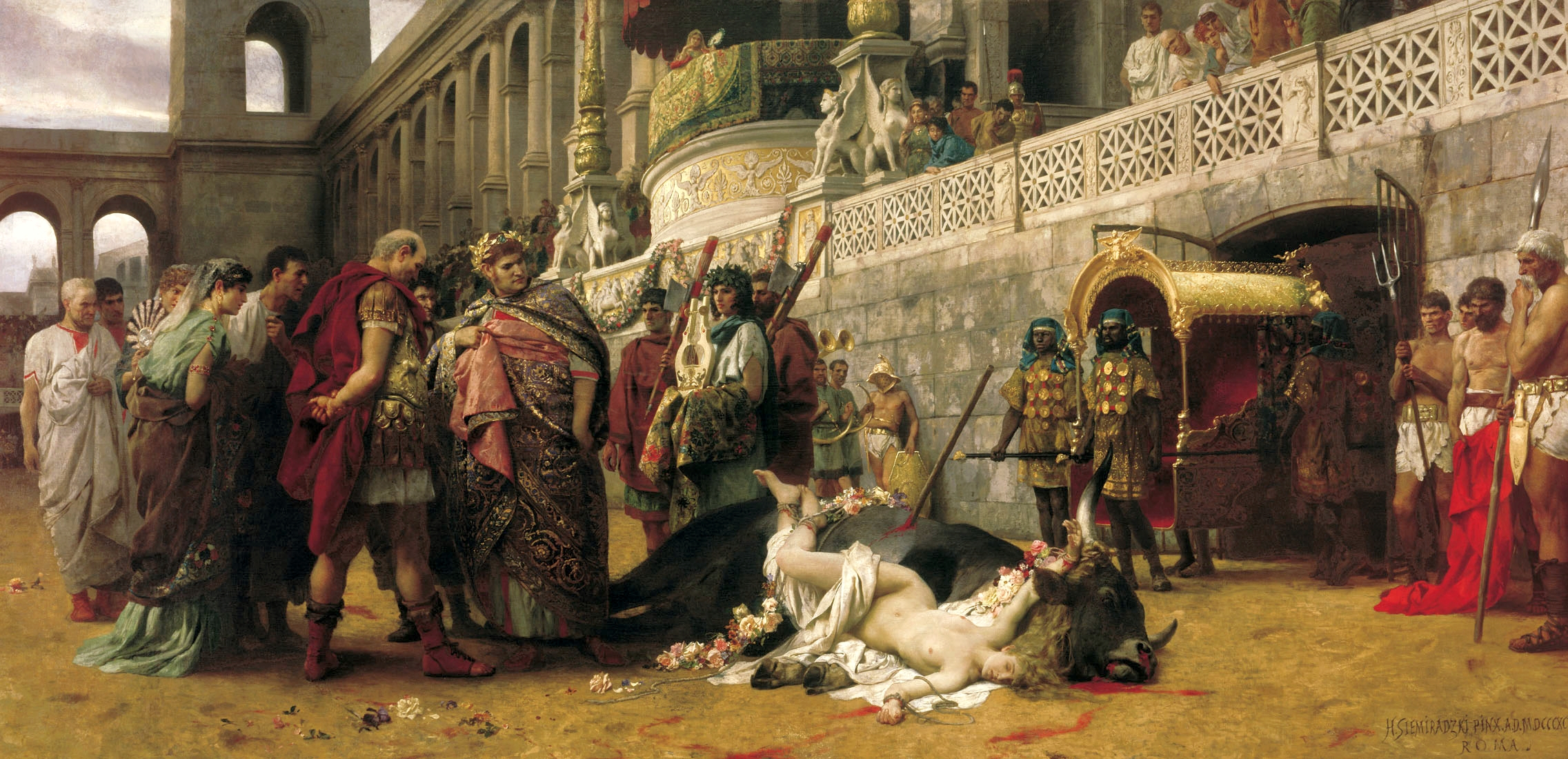
تابلوی دیرسه مسیحی، اثر هنریک شمیراتسکی در مجموعهٔ موزه ملی ورشو، مجازات یک زن رومی را نشان می‌دهد که به مسیحیت گرویده بود. به دستور نرون، این زن، همانند شخصیت اسطوره‌ای دیرسه، به یک گاو وحشی بسته شد و در میدان مبارزه به دنبال گاو بر روی زمین کشیده شد، تا جان داد.

محکومیت به جانوران (انگلیسی: Damnatio ad bestias) نوعی مجازات اعدام جمهوری روم بود که در آن شخص محکوم توسط حیوانات وحشی، معمولاً شیرها یا دیگر گربه سانان بزرگ کشته می‌شد. این شکل از اعدام، که برای اولین بار در طول جمهوری روم در حدود قرن دوم قبل از میلاد ظاهر شد، بخشی از یک کلاس گسترده‌تر از ورزش‌های خونین به نام بستیاریوس بود.